# Glänzender Liebstöckel
Glänzender Liebstöckel (Ligusticum lucidum, Syn.: Coristospermum lucidum), auch Glänzender Liebstock genannt, ist eine Pflanzenart aus der Gattung Liebstöckel (Ligusticum) innerhalb der Familie der Doldenblütler (Apiaceae).

## Beschreibung

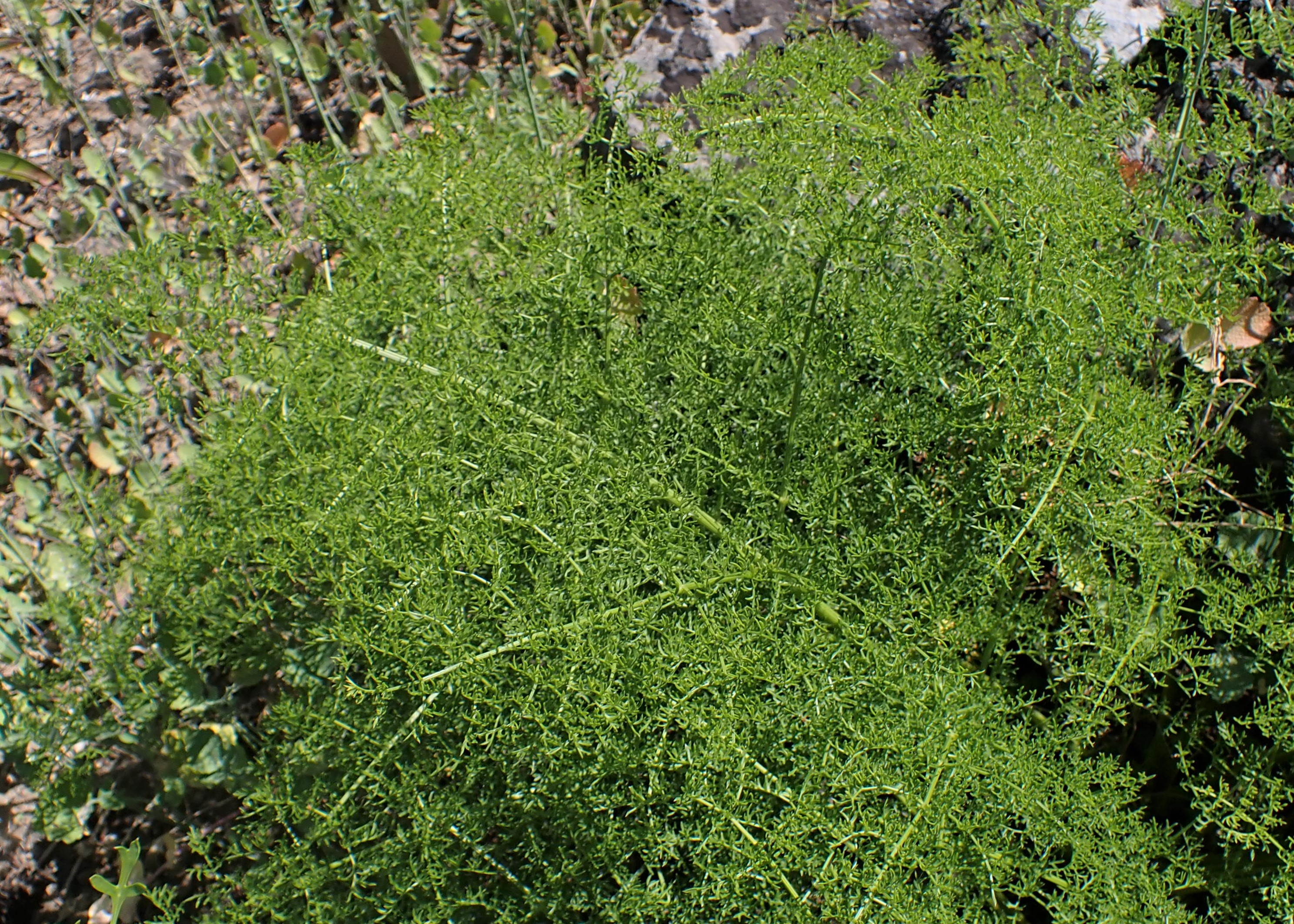
Laubblatt

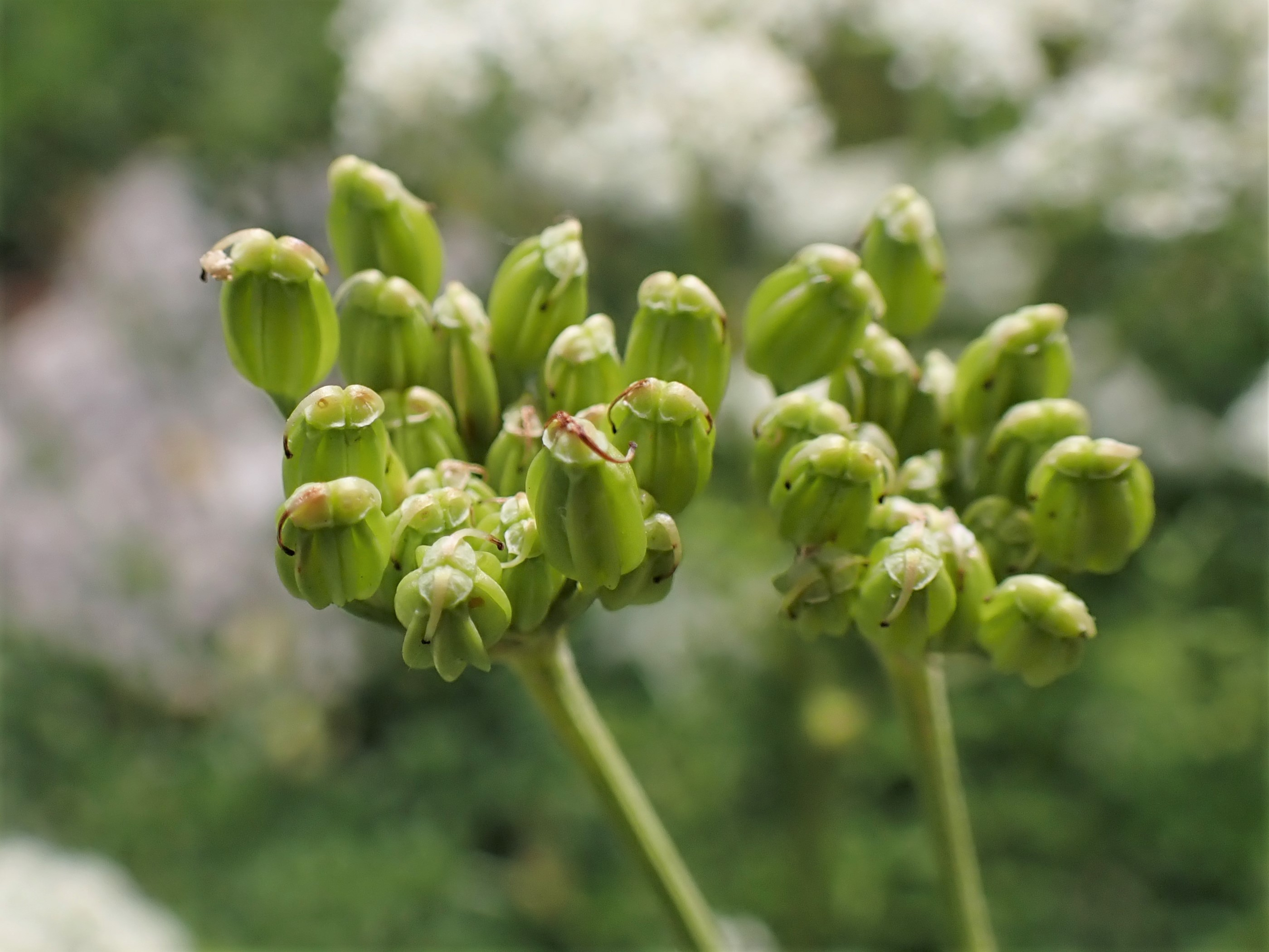
Junge Früchte

### Vegetative Merkmale
Der Glänzende Liebstöckel ist eine ausdauernde krautige Pflanze, die Wuchshöhen von meist 60 bis 130 Zentimetern erreicht. Seine Grundachse ist dick walzlich, schwarz und trägt an dem stark verdickten Hals verschlungene strähnige Fasern. Der Stängel ist aufrecht, röhrig oder markig, meist rund und fein gerillt; er ist kahl, beblättert und verzweigt. Die oberen Verzweigungen sind gegenständig oder zu dritt bis fünft quirlständig.
Die Laubblätter sind im Umriss dreieckig und mehrfach gefiedert. Die grundständigen Laubblätter sind oft über 30 Zentimeter lang, lang gestielt und haben breite bauchige Blattscheiden. Die oberen Stängelblätter sind kleiner und weniger stark zerteilt; die obersten sitzen auf den schmalen Blattscheiden. Die Blattzipfel letzter Ordnung sind linealisch-lanzettlich und allmählich scharf zugespitzt mit einer grannenartige Stachelspitze.

### Generative Merkmale
Die Blütezeit reicht von Juli bis August. Der doppeldoldige Blütenstand ist relativ groß und besitzt Durchmesser von 8 bis 13 Zentimetern. Die Doppeldolden sind endständig, bis 40-strahlig und zur Fruchtzeit zusammengezogen. Die Doldenstrahlen sind ungleich lang, 3 bis 9 Zentimeter lang und etwas kantig. Hüllblätter fehlen oder sind nur ein bis drei vorhanden. Die Döldchen sind reichblütig. Es sind fünf bis acht linealisch-pfriemliche Hüllchenblätter vorhanden, die halb so lang wie die Strahlen der Döldchen sind.
Die Blüten sind zwittrig. Die Kronblätter sind etwa 1,5 Millimeter lang und etwa 1 Millimeter breit, breit-elliptisch, an der Spitze abgerundet und mit einem sehr spitzigen eingeschlagenen Läppchen versehen. Die reif kaffeebraune Frucht ist ellipsoid, 4 bis 8 Millimeter lang und hat einen Durchmesser von 2,5 bis 5 Millimetern.

## Vorkommen
Der Glänzende Liebstöckel kommt nur in Südeuropa vor. Es gibt Fundortangaben für Spanien, Mallorca, Frankreich, Korsika, Italien, die Schweiz, Slowenien, Kroatien, Bosnien und Herzegowina, Serbien, den Kosovo, Montenegro, Albanien, Nordmazedonien und Griechenland.
Er gedeiht auf Bergwiesen, an steinigen Hängen und nur auf Kalk. Im Val di Ledro steigt er an der Cima di Caret bis in eine Höhenlage von 2000 Meter auf und in Südtirol erreicht er an einer östlichen Kuppe des Mendelkamms 1930 Meter.
Er kommt in der Schweiz im Tessin vor in Gesellschaften der Rostseggenhalde (Verband Caricion ferrugineae). Er ist in der Schweiz “stark gefährdet”.
Die ökologischen Zeigerwerte nach Landolt et al. 2010 sind in der Schweiz: Feuchtezahl F = 2 (mäßig trocken), Lichtzahl L = 4 (hell), Reaktionszahl R = 5 (basisch), Temperaturzahl T = 2+ (unter-subalpin und ober-montan), Nährstoffzahl N = 2 (nährstoffarm), Kontinentalitätszahl K = 3 (subozeanisch bis subkontinental).

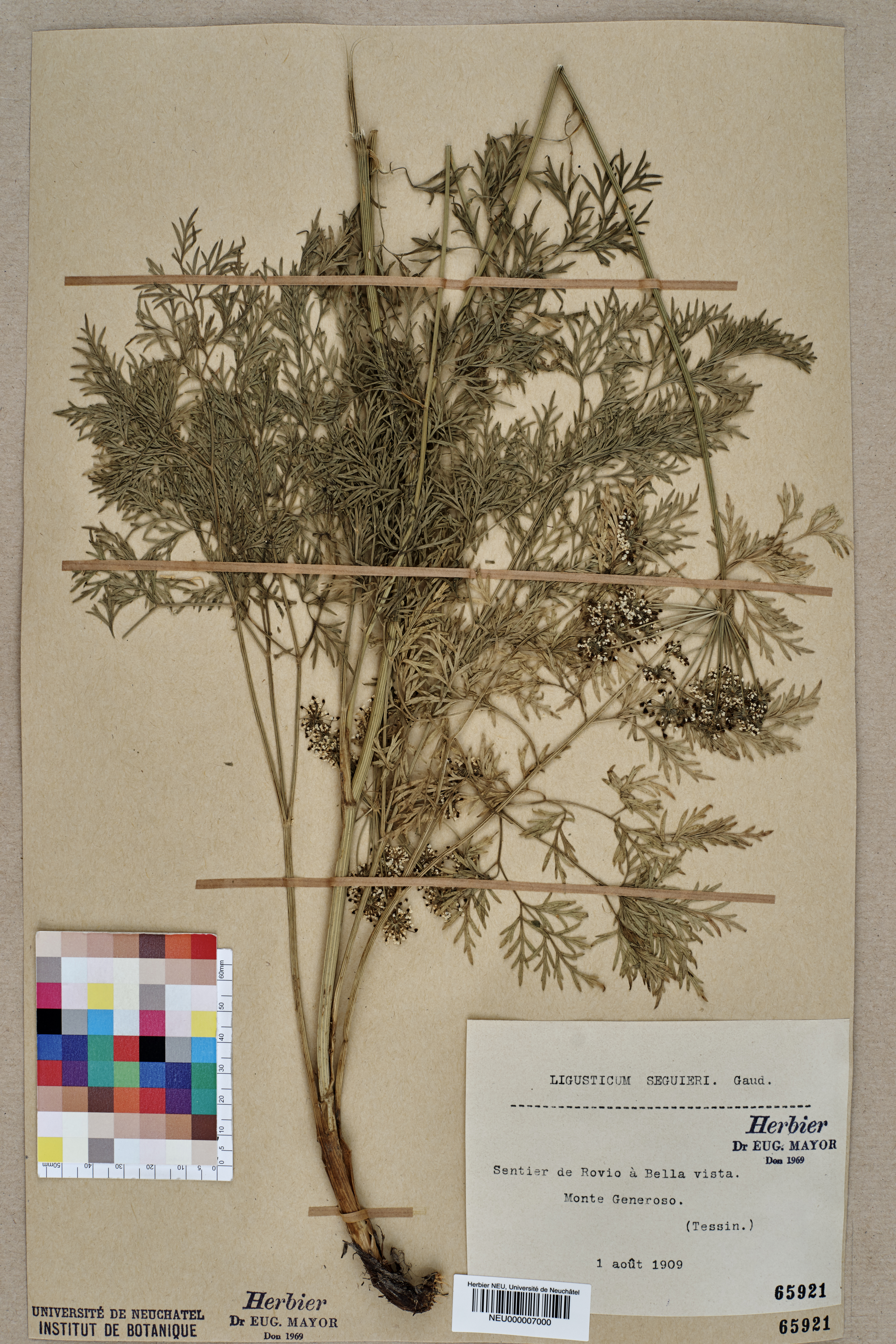
Herbarexemplar von Ligusticum lucidum subsp. seguieri (Bitte keine Pflanzenteile aus Naturbeständen entnehmen)

## Taxonomie und Systematik
Die Erstveröffentlichung von Ligusticum lucidum erfolgte 1768 durch Philip Miller in Gardeners Dictionary, 8. Auflage, no. 4. Ein Synonym für Ligusticum lucidum Mill. ist Coristospermum lucidum (Mill.) Reduron, Charpin & Pimenov.
Je nach Autor gibt es mehrere Unterarten:
- Ligusticum lucidum subsp. huteri (Porta) O.Bolòs: Dieser Endemit kommt nur auf Mallorca vor.[3]
- Ligusticum lucidum Mill. subsp. lucidum (Syn.: Ligusticum cuneifolium Guss.)
- Ligusticum lucidum subsp. seguieri (Jacq.) Leute: Sie kommt in Italien, Kroatien, Bosnien und Herzegowina sowie Montenegro vor.[3]